# Damien Parmentier
Pour les articles homonymes, voir Parmentier.
Damien Parmentier  né le 17 janvier 1964 à Saint-Dié-des-Vosges est un historien français. Son expertise porte sur le Moyen Âge, l’économie médiévale et l'univers des abbayes dans le massif des Vosges, versant alsacien, lorrain et franc-comtois. Il est l’auteur de plusieurs ouvrages et d’une quarantaine d’articles publiés dans différentes revues régionales ou nationales sur les abbayes du sud du massif des Vosges dont la collégiale de Saint-Dié, mais aussi sur son histoire économique, industrielle, agricole et touristique,.

## Biographie

### Enfance et formation
Binational, sa mère étant d'origine italienne, Damien Parmentier baigne dans une double culture dès le plus jeune âge,.

### Parcours académique
Après une double licence d'histoire et d'archéologie à l'université de Strasbourg en 1985, il poursuit avec une maîtrise d'histoire à Paris-I Sorbonne en 1986 sous la direction de Pierre Toubert, professeur d'histoire médiévale.
Il est doctorant et boursier à l'École française de Rome en 1990 et 1991 et obtient un doctorat d'histoire et civilisation européenne à l'université de Strasbourg, soutenu en 1995 sous la direction de Francis Rapp, professeur émérite d'histoire médiévale et membre de l'Institut de France.

## Carrière
- 1988 : professeur d'histoire-géographie
- 1990 : directeur des études de l'École de commerce et de gestion d'entreprise (ECOGE) à la Chambre de commerce et d'industrie de Saint-Dié-des-Vosges

En parallèle de sa carrière professionnelle, l'historien continue de raconter l'histoire des Vosges, à travers de nombreux ouvrages et par le biais de participations à des magazines télévisés français comme Des racines et des ailes avec Carole Gaessler ou Enquêtes d'art,,,. Il en profite pour rappeler son parcours et ses implications fortes en faveur du développement économique, touristique et culturelle du territoire. Il est également membre de l'Académie d'Alsace des sciences, lettres et arts.
- 1993 : directeur de la formation à la Chambre de commerce et d'industrie de Saint-Dié ;
- 1997 : directeur du syndicat mixte du parc naturel régional des Ballons des Vosges ;
- 2003 : directeur de l'Agence interrégionale du massif des Vosges[10] ;
- 2005 : directeur du comité départemental du tourisme dans le département des Vosges ;
- 2009 : directeur de l'Agence départementale de développement économique et touristique des Vosges[10] ; Il lance la marque territoriale Je Vois la Vie en Vosges[11].
- 2011 : directeur général adjoint des services chargé du développement du territoire au Conseil départemental des Vosges[12],[13];
- 2015 : directeur général des services du conseil départemental des Vosges[14].

## Publications

### Ouvrages
- Église et société en Lorraine médiévale, Messene, 1997, 238 p. (ISBN 978-2-911043-34-5).
- Vosges, Massif d'histoire, terre de liberté, La Nuée Bleue, 180 p. (ISBN 978-2-7165-0667-0).
- Le Massif des Vosges  (photogr. Michel Laurent et Christophe Vogelé), Éditions Ouest-France, 2011, 180 p. (ISBN 978-2-7373-5078-8).
- Abbayes des Vosges, La Nuée Bleue et Editions Serpenoise, 256 p. (ISBN 978-2-7165-0790-5)[15],[16].
- Vosges, art de vivre et création, Le Chêne-Hachette, 2014, 184 p. (ISBN 978-2-8123-1112-3).
- Fastes et trésors de l'église cathédrale de Saint-Dié (1777-2017), Bibliothèque patrimoniale du diocèse de Saint-Dié, 2017 (ISBN 978-2-9561233-0-9).
- L'Épopée industrielle du Massif des Vosges, La Nuée Bleue, 2019, 304 p. (ISBN 978-2-7165-0873-5)[17],[18],[19].
- Les Grandes Heures du Massif des Vosges : Lorraine - Alsace - Franche Comté, des origines à nos jours, Serge Domini éditeur, 2023, 212 p. (ISBN 978-2-35475-166-1).
- Le Massif des Vosges vu du ciel, Editions Château & Aattinger, photographe Tristan Vuano, 2025[20]

### Contributions
- François Nourissier, Du bois dont on fait les Vosges, Editions du Chêne (ISBN 978-2851081711) (contribution).
- Parc naturel régional des Ballons des Vosges, Guide Gallimard, 1999, 192 p. (ISBN 2-74-240563-1) (direction et contribution).
- Andrée Corvol, Le Sapin, enjeux anciens, enjeux actuels, L'Harmattan, 2001, 250 p. (ISBN 978-2747513852) (contribution).

### Travaux de recherches
Une quarantaine d'articles publiés dans différents ouvrages et revues régionales ou nationales ont pour cadre la période du XIVe siècle et du XVe siècle, puis la période allant de 1989 à nos jours.

## Distinctions
- Chevalier de l'ordre national du Mérite (2019)[21]
- Chevalier de l'ordre des Arts et des Lettres (2009)[22] ;
- Médaille de la Défense nationale, échelon bronze, mention « Arme blindée, FFA » (1988)[23].